# جون باغوت غلوب

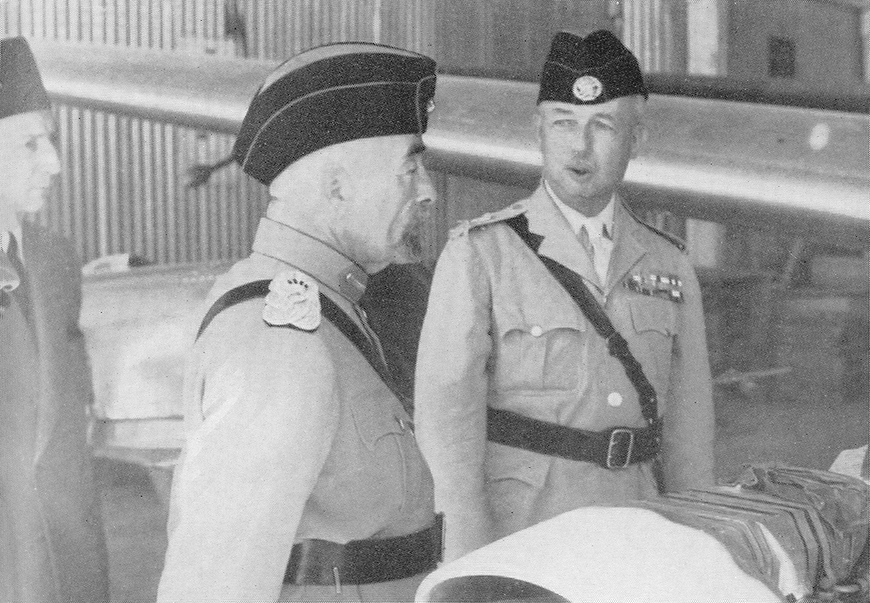
غلوب باشا (اليمين) بجانب الملك عبد الله ملك الأردن

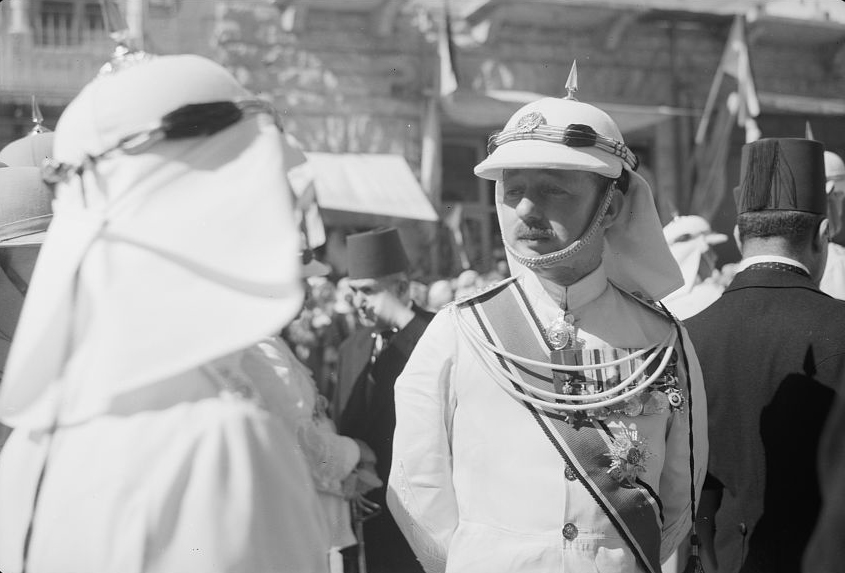
جلوب باشا في عمان، الأردن خلال احتفالات الذكرى الرابعة والعشرين للثورة العربية في 11 سبتمبر 1940

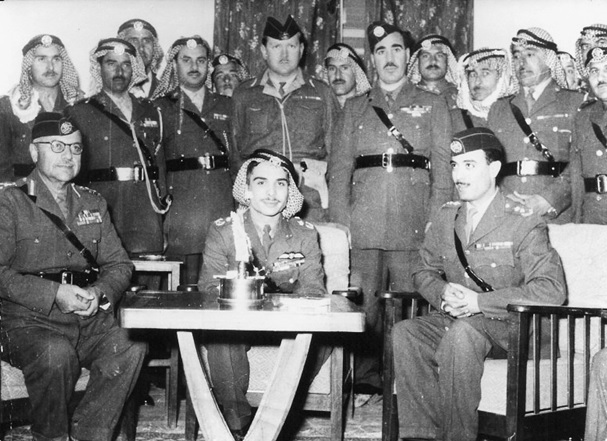
مع الملك الحسين وعلى ابو نوار

السير جون باغوت غلوب (بالإنجليزية: Sir John Bagot Glubb)‏ المعروف باسم غلوب باشا ولقبه أبو حنيك (16 أبريل 1897 - 17 مارس 1986) ضابط بريطاني عرف بقيادته الجيش العربي الأردني بين العامين 1939 و1956.

## حياته العسكرية
خدم غلوب باشا في فرنسا أثناء الحرب العالمية الأولى، ثم نُقل إلى العراق عام 1920، عندما كان العراق تحت الإنتداب البريطاني في ذلك الوقت. في العراق عمل على بناء علاقات مع القبائل حتى حدود سيطرة آل سعود ولعب دورا مهما في شكل العلاقات البريطانية - العربية في تلك المنطقة.
درس في كلية تشلتنهام، وأصبح ضابطاً في الجيش العربي عام 1930. وفي العام التالي أسس قوات البادية، وهي قوة مكونة من البدو بشكل حصري، وذلك للسيطرة على الأزمة التي أصابت جنوب البلاد. وفي سنوات قليلة استطاع أن يوقف الغزوات المتبادلة بين القبائل البدوية، وبسرعة أصبحت الأزمة شيئاً من التاريخ. في عام 1939 خلف غلوب فريدريك جيرارد بيك في قيادة الجيش العربي الأردني، وفي تلك الفترة حول الجيش إلى أفضل قوة تدريباً في المنطقة العربية.
بقي في منصب قيادة الجيش العربي الأردني حتى 2 مارس 1956 عندما أعفاه الملك الحسين بن طلال من مهامه، بالتنسيق مع حركة الضباط الأحرار الأردنيين في قراره تعريب قيادة الجيش العربي التاريخي. وكان هذا القرار بمثابة صدمة للإمبراطورية البريطانية وأدى إلى تدهور العلاقات الأردنية مع بريطانيا وأميركا وحلفائهما.

## القيادة الأولى لحركة الضباط الأحرار
المجموعة الأولى للضباط الذين شكّلوا طليعة الجيش في حركته يوم 1 آذار 1956، والذين كانوا أعضاء في التنظيم السرّي واشتركوا في تنفيذ قرار تحرير الجيش من الجنرال غلوب باشا وإلغاء المعاهدة الأردنية البريطانية وهم:
- القائد الركن: علي أبو نوار، قائد حركة الضباط.
- القائد الركن: تركي الهنداوي.
- القائد الركن: محمود الروسان، ملحق عسكري في واشنطن.
- القائد: محمود الموسى.
- الرئيس: احمد زعرور.
- الرئيس: قاسم الناصر، كان معفى من الخدمة ومن مؤسسي الحركة.
- الرئيس: سلامة عتيق.
- الملازم الأول: مازن عجلوني.
- الملازم الأول: عصام الجندي.
- الملازم الثاني: الشريف زيد بن شاكر.
- الملازم الثاني: غازي عربيات.
- الملازم الثاني: عدنان صدقي القاسم.
- الملازم الثاني: ياسين الساطي.
- الملازم الثاني: سعيد السبع.
- الملازم الثاني: محمد عربيات[4]

أدى هذا القرار إلى توتر العلاقات مع الولايات المتحدة وبريطانيا من جهة، وإلى تحسنها مع مصر وسوريا من ناحيةٍ أخرى.

## الأوسمة
بعد أن طرد من الأردن عام 1956، تقلد وسام رتبة الإمبراطورية البريطانية «رتبة فائقة الامتياز»، إلا أنه لم يعرف أنه تقلد أي وسام أردني. أمضى غلوب بقية حياته في كتابة الكتب والمقالات، والتي كانت بمعظمها حول الشرق الأوسط وتجربته مع العرب. تلقى عام 1925 وسام القادة الفرسان، وفي عام 1946 تقلد وسام القديس مايكل والقديس جورج. توفي كلوب باشا في إنجلترا في 17 آذار عام 1986، شارك الجيش الأردني في حفل تأبينه بعد وفاته.

## عائلته
توفيت زوجته روزماري فوربز عام 2005، أما ابنه جودفري فقد تحول إلى الإسلام وغيٌر اسمه إلى «فارس» وتوفي عام 2004 في حادث دهس بالكويت. ابنته ناومي توفيت عام 2010. حمل أبناؤه الجنسية الأردنية ودفنوا في عمّان.
يواجه جلوب باشا اتهامات تاريخية أثناء نكبة 1948 حيث يتهم بسوء إدارة القوات (حيث جمعت تحت يده قيادة الجيوش العربية مجتمعة) مساعدة لليهود في قيام دولتهم وهو ما يفسره إصراره على الموافقة على الهدنة الأولى التي تسببت في تقوية جبهة اليهود وإضعاف الجبهتين الأردنية والمصرية وحدوث حادثة الأسلحة الفاسدة الشهيرة مما أدى لخسارة العرب للحرب وقيام دولة إسرائيل.

## التكريم
تم تكريم جلوب بعدد من الاوسمة منها
| الوسام | الاسم                                       | السنة |
|        | وسام الحمام (KCB)                           | 1956  |
|        | وسام القديس ميخائيل والقديس جرجس (CMG)      | 1946  |
|        | نيشان الخدمة المتميزة ‏ (DSO)                | 1941  |
|        | رتبة الإمبراطورية البريطانية (OBE)          | 1924  |
|        | الصليب العسكري (MC)                         | 1918  |
|        | Order of Saint John (KStJ) فارس             | 1954, |
|        | وسام الملكة للشرطة ‏ (KPM)                   | 1939. |
|        | 1914–15 Star                                |       |
|        | وسام الحرب البريطاني ‏                       |       |
|        | Victory Medal ‏                              |       |
|        | General Service Medal (1918)                |       |
|        | نجمة 1939–45 ‏                               |       |
|        | وسام الدفاع                                 |       |
|        | وسام الحرب                                  |       |
|        | وسام النهضة Order of El Nahda, 1st Class    |       |
|        | وسام الاستقلال (الأردن) 1st Class           |       |
|        | Arab Legion Medal for World War II          |       |
|        | Arab Legion Medal for 1948 Arab–Israeli War |       |
|        | Order of Al Rafidain                        |       |

## كتبه
مصدر المراجع التالية هو Contemporary Authors Online, Gale, 2005. مستنسخ في مركز موارد السيرة الذاتية. فارمنجتون هيلز، ميشيغان: طومسون غيل. 2005، باستثناء *.
- (With Henry Field) اليزيديون، سولوبا، والقبائل الأخرى في العراق والمناطق المجاورة، ج. بانتا, 1943.
- قصة الفيلق العربي (او قصة الجيش العربي بعد الترجمة)., هودر وستوكتون, 1948, Da Capo Press, 1976.
- A Soldier with the Arabs., Hodder & Stoughton, 1957.
- بريطانيا والعرب: A Study of Fifty Years, 1908 to 1958, Hodder & Stoughton, 1959.
- الحرب في الصحراء: An R.A.F. Frontier Campaign, Hodder & Stoughton, 1960, Norton, 1961.
- الفتوحات العربية الكبرى, Hodder & Stoughton, 1963, Prentice-Hall, 1964.
- The Empire of the Arabs, Hodder & Stoughton, 1963, Prentice-Hall, 1964.
- مسار الإمبراطورية: العرب وخلفائهم, Hodder & Stoughton, 1965, Prentice-Hall, 1966.
- القرون المفقودة: من الإمبراطوريات الإسلامية إلى نهضة أوروبا, 1145–1453, Hodder & Stoughton, 1966, Prentice-Hall, 1967.
- Syria, Lebanon and Jordan, Walker & Co., 1967.
- أزمة الشرق الأوسط: تفسير شخصي, Hodder & Stoughton, 1967.
- تاريخ قصير للشعوب العربية, Stein & Day, 1969.
- The Life and Times of Muhammad, Stein & Day, 1970.
- Peace in the Holy Land: An Historical Analysis of the Palestine Problem., Hodder & Stoughton, 1971 (unavailable on line 8 Aug. 2021).
- جنود الحظ: قصة المماليك, Stein & Day, 1973.
- طريق الحب: دروس من حياة طويلة, Hodder & Stoughton, 1974.
- هارون الرشيد والعباسيون الكبار, Hodder & Stoughton, 1976.
- في المعركة: يوميات جندي من الحرب العظمى, Cassell, 1977.
- The Fate of Empires and Search for Survival (PDF). مؤرشف من الأصل (PDF) في 2022-09-30., Blackwood (Edinburgh), 1978.
- المغامرات العربية: عشر سنوات من الخدمة المبهجة, Cassell (London), 1978.
- مشاهد الحياة المتغيرة: سيرة ذاتية, Quartet Books (London), 1983.

## انظر ايضا
- مذبحة كفار عتصيون
- مذبحة البعثة الطبية لهداسا

## روابط خارجية
- جون باغوت غلوب على موقع الموسوعة البريطانية (الإنجليزية)
- جون باغوت غلوب على موقع مونزينجر (الألمانية)
- جون باغوت غلوب على موقع إن إن دي بي (الإنجليزية)